# JasperReports
JasperReports （ジャスパーレポート）とは、米Jaspersoft社が開発／販売しているオープンソースの帳票及びビジネスインテリジェンスソフトウエアである。
JasperReportsは、帳票をレイアウトとデータに分離している。レイアウトとは、空白の帳票用紙のようなものである。用紙の大きさ、枠線など用紙に固定表示する物、データを表示する位置、計算式などを定義する。データとはデータベース、CSVファイル、Excel xlsファイル、JavaBeansなど帳票に表す値の元になるものである。レイアウトとデータを分離することで、一つのレイアウトを使って複数種類のデータから帳票を作成することができる。作成した帳票をPDF、 HTML、 Microsoft Excel、 RTF、 ODT、 CSV やXMLなど多くの形式に出力することができる。
JasperReports用のレポートレイアウトはjrxml (JasperReports XML) と言うXML形式のファイルで定義される。テキストエディタでこのXMLファイルを作成することもできるが、多くの場合はJaspersoft StudioのようなGUIエディタを使ってレポートレイアウトの定義を行う。

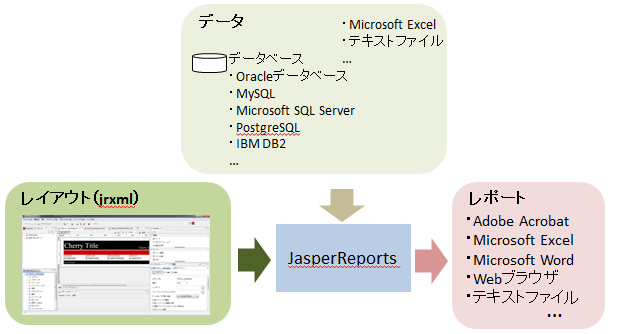
JasperReportsの概要

豊富なグラフの種類を描くことができる。分析結果を色々なグラフで表示することができるため、海外などからBIツールとしても注目されている。また、海外ではデファクトスタンダードの帳票作成ツールとなっているため、海外ユーザとレイアウトを共有できる。

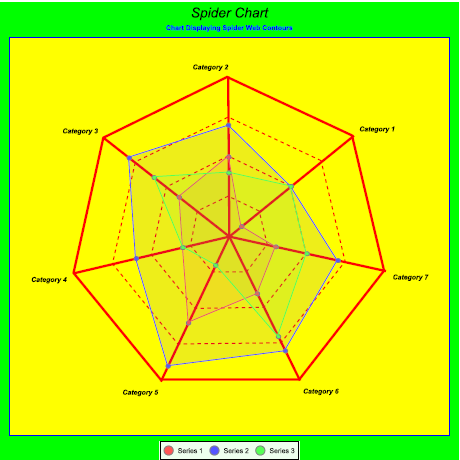
Jaspersoft Studioで作成したグラフ、レーダーチャートの例

## 特徴
- Javaアプリケーションに組み込んで使うことができる
- 無償のコミュニティ版と有償のエンタープライズ版がある
- 独自コンポーネントを追加することができる
- Javaクラスをオーバーライドして基本機能を拡張、変更することができる
- レポートの定義にスクリプトを使うことができる
- サブレポート（帳票の中に別の帳票を埋め込む）の作成ができる

### サポートするデータソースの例
- IBM Db2
- Oracle
- MS SQL Server
- MySQL
- PostgreSQL
- Mongo DB
- NetBeans, Java Beans, Hibernate
- XMLファイル, CSVファイル
- EJBQL
- XMLAサーバ
- Mondrian OLAP
- MS Excel (xls, xlsx)
- JSON

### サポートする出力形式の例
- PDF
- HTML, XHTML
- xls
- rtf
- MS Word (docx)
- MS Powerpoint (pptx)
- OpenDocumentテキスト(odt)
- OpenDocumentスプレッドシート(ods)
- テキスト、CSVファイル、XMLファイル

## 名前の由来
JasperReportsの開発は2001年6月からTeodor Danciuによって始められた。Crystal Reportsよりも安価なツールを作成することを目的としたため、「クリスタル」の代わりにジャスパー（碧玉）としてJasperReportsを命名された。今でもJaspersoft社はプロジェクトのコード名にはすべて石の名前を使っている。
2001年9月にSourceForge.netにプロジェクト登録され、2001年11月3日にJasperReports 0.1.5が公開された。
JasperReports Version 1.0は2005年7月21日に公開された。
始めのころは、JasperReportsのライセンスはJasperReports Licenseだったが、LGPLに変わった。

## 関連ソフトウエア
Jaspersoft社はJasperReportsと関連した複数のツールも用意している。これらのツールとは別に自前のツールや第三者のツールと連携して使うこともできる。

### IDEツール
JasperReportsのレイアウトはJRXMLと言うXML形式で定義されている。このXMLファイルは直接テキストエディタから入力することもできるが、多くの場合は次のようなGUIツールを使って定義される
- NetBeans
  - iReport - JasperReports用のGUIツール。レイアウトの作成やレポートの作成ができる（2015年末に開発／保守を停止する予定。現在からそれまではサービス保守は行われる）

- Eclipse
  - Jaspersoft Studio - iReportを置き換えたレイアウト作成ツール。iReportのNetBeansをEclipseに移植した。iReportと同じメンバーが開発を行っている

### モバイルビューア
- JasperMobile - JasperReports Serverに登録されているレポートを表示するiPhone/iPad及びAndroid機器用のアプリ。

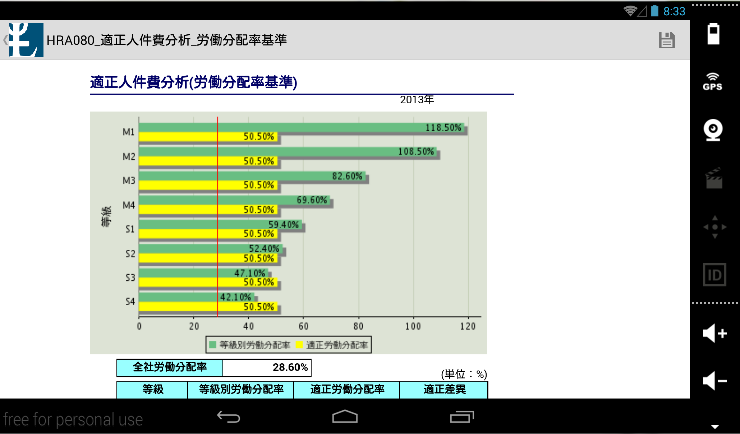
JasperMobileの画面例

### 帳票リポジトリ
JasperReportsは単独で使うことも、独自のWebアプリケーションと使うこともできる。Webから単独に帳票を管理/閲覧したい場合はJaspersoft Serverを使うこともできる。iReportやJaspersoft Studioと連携しているため、IDEツールのメニューからレイアウトの登録/更新ができる。
- Jaspersoft Server - Webブラウザから帳票レイアウトの管理、帳票の閲覧、アッドホックレポート

### BIツール
Jaspersoft BI

### ETL
JasperReportsは標準で多くデータ形式のデータを読み込みことができるが、外部アプリケーションからデータを取得する場合はアプリケーション接続とデータ変換プログラムの作成が必要になる。
- Jaspersoft ETL - アプリケーションコネクタ、GUIによる連携定義のツール

## 日本ユーザ
JasperReportsの記事はインターネットで複数ある。

また、日本語のチュートリアルの作成が始まっている。
2010年にJaspersoft Japan設立準備室が設立され、複数の会社が代理店になった。2013年にJaspersoft Japan設立準備室がなくなり、米Jaspersoftが直接日本の代理店契約を始めた。